# Даскио
Даскио (грч. Δάσκιο) је насељено место у општини Бер у периферији Средишња Македонија, Грчка. Према попису из 2021. године било је 190 становника.
Према бугарском географу и историчару, Василу Канчову, у Даскију је 1900. године живело 330 Грка хришћана. Стари назив села је Драчкуп и словенског је порекла.